# Gare de Jardres
La gare de Jardres est une gare ferroviaire française de la ligne de Saint-Benoît au Blanc, située sur le territoire de la commune de Jardres, dans le département de la Vienne, en région Nouvelle-Aquitaine.

## Situation ferroviaire
Établie à 127 mètres d'altitude, la gare de Jardres est située au point kilométrique (PK) 360,7 de la ligne de Saint-Benoît au Blanc, entre la gare de Saint-Julien-l'Ars (fermée) et la limite de déclassement de la ligne au PK 361,400. La gare suivante, située sur la section déclassée est celle de Chauvigny. 

## Histoire
Le tracé de la ligne de Poitiers au Blanc déclarée d'utilité publique par une loi du 7 avril 1879 traverse la commune. Les jugements d'expropriation sont rendus en 1881.
La gare de Jardres est mise en service le 18 juin 1883 par l'État, lorsqu'il ouvre à l'exploitation la section de Mignaloux-Nouaillé à Chauvigny. C'est une station de 4e classe.
En 1892, la recette de la gare est de 110 062 francs et en 1915 de 37 051 francs. 
Elle est officiellement fermée au service des voyageurs le 27 mai 1940. Néanmoins pendant la Seconde Guerre mondiale un train mixte quotidien circule jusqu'à Jardres puis Chauvigny.